# Nio Nakatani
Pour les articles homonymes, voir Nakatani.
仲谷 鳰 (Nakatani Nio)
Œuvres principales
- Bloom Into You
- Kamisama ga machigaeru

Nio Nakatani (仲谷 鳰, Nakatani Nio), née le 25 novembre dans la préfecture japonaise de Shiga, est une mangaka. Active depuis 2010, elle est connue pour son manga de yuri Bloom Into You, publié de 2015 à 2019.

## Biographie

### Jeunesse et débuts de carrière
Nio Nakatani naît un 25 novembre dans la préfecture de Shiga. Elle commence à dessiner dès l'école primaire, mais ses premiers dessins sont basés sur des œuvres déjà existantes. Elle fait aussi partie de l'harmonie de son école durant ses études secondaires, jouant le trombone et le tuba.
Elle réalise son premier projet artistique vers la fin de ses années de lycée, au moment de la remise des diplômes. Elle continue ensuite de dessiner en tant qu'artiste jusqu'à ce que son niveau soit professionnel. Elle envoie quelques-uns de ses œuvres à des expositions artistiques, mais finit par trouver ennuyant le fait d'être une artiste professionnelle. Elle complète son baccalauréat à l'Université Kyoto Seika. Elle décide de continuer ses études de deuxième cycle dans le programme d'études sur le manga de la même université, mais abandonne au bout d'une an, avant de déménager à Tokyo. Elle se rappelle alors des souvenirs d'enfance dans lesquels on lui avait dit qu'elle pouvait devenir mangaka plus tard dû à son talent de dessinatrice, et elle décide de suivre ce chemin. Dans une interview de 2018, elle mentionne comment elle trouve ça drôle que « ça [lui] a pris presque vingt à [s]'en rendre compte ».

### Carrière
Elle commence à dessiner des dōjinshi en 2010 sous le pseudonyme « Rireba » (リレバ) et se fait connaître pour ses œuvres adaptées de la série de jeux vidéo Touhou Project,. Elle devient par la suite intéressée à dessiner des mangas sur l'amour entre filles après avoir lu Loveless de Yun Kōga et s'être rendu compte qu'il n'y avait aucune fille et qu'elle « aimerait peut-être une histoire à propos de filles ». C'est ainsi qu'en 2014, Nakatani envoie son one-shot Sayonara Alter (en), qu'elle avait précédemment autopublié, au magazine Dengeki Daioh. Sayonara Alter est finalement prépublié dans l'édition d'octobre 2014 du magazine, marquant son début professionnel en tant que mangaka. Elle reçoit le prix Or aux 21e prix Dengeki Comics pour ce même one-shot,,. Elle soumet un second one-shot au magazine, Namida Fūmi Escargot, qui apparaît dans l'édition de décembre 2014 de Dengeki Daioh. Entre 2012 et 2016, elle est l'assistante de l'illustrateur Sunao Minakata pour le manga Akuma no Riddle, écrit par Yun Kōga.
Elle créé son pseudonyme actuel, « Nio Nakatani », en utilisant le kanji pour « Grèbe castagneux » (鳰, nio), l'oiseau officiel de sa préfecture d'origine, et qui symbolise une « longue vie ». Elle espère ainsi « avoir une longue et bonne carrière ». Elle avoue cependant que la référence à l'oiseau est une coïncidence et qu'elle est tombée sur le pseudonyme par hasard en gribouillant son vrai nom. Durant une convention de dōjinshi (en), elle est approchée par Tatsuya Kusunoki, du magazine Dengeki Daioh, pour lui proposer d'écrire un manga yuri pour le magazine, elle accepte, et commence à écrire sa première série de manga, Bloom Into You. Même si elle déclare que ce n'était pas son objectif principal, Nakatani devient alors connue comme une autrice de mangas yuri, dû à ses nombreuses œuvres centrées sur les relations entre filles,,. Elle affirme que son intention principale était de présenter des relations humaines complexes et intéressantes, mais que dû aux personnages tous féminins de Touhou Project et à un intérêt qu'elle avait déjà pour le yuri, elle s'est penchée vers une histoire d'amour entre filles,,,. Elle cite aussi comme inspiration Ryōko Yamagishi et Moto Hagio, dont les œuvres zigzaguent sur l'identité de genre, sont restés vives dans ses souvenirs d'enfance.
Sa série Bloom Into You est prépubliée à partir du 27 avril 2015 dans Dengeki Daioh. Après 45 chapitres, la série se conclut le 27 septembre 2019. Après avoir notamment été classée quatrième aux Next Manga Awards de Niconico et de Da Vinci en 2017, Bloom Into You est adapté en une série télévisée animée de treize épisodes, diffusée en octobre 2018. La série reçoit d'autres adaptations, notamment sous la forme d'une pièce de théâtre, une série de light novels, ainsi que des anthologies,,.
Après avoir terminé d'écrire Bloom Into You, Nakatani décide que son prochain manga ne portera pas sur une relation entre filles, disant qu'elle a « déjà écrit la série yuri qu'elle voulait ». Elle pense toutefois vouloir revisiter le genre plus tard. Sa nouvelle série, Kami-sama ga Machigaeru, portant sur une histoire d'amour entre deux chercheurs, est annoncée chez Dengeki Daioh le 26 septembre 2021. La prépubliation commence le 27 octobre. La série se conclut au 22e chapitre dans l'édition de janvier 2024 de Dengeki Daioh.
Nio Nakatani a notamment collaboré avec l'auteur Hitoma Iruma (en) dans l'adaptation en light novel de Bloom Into You, ainsi que pour deux de ses romans,,.

## Principales œuvres

### Manga
- Bloom Into You (やがて君になる, Yagate kimi ni naru?), prépublié dans Dengeki Daioh du numéro de juin 2015 à celui de novembre 2019, 8 volumes publiés par Dengeki NEXT (Kadokawa) ;
- Kamisama ga machigaeru (神さまがまちガえる, Kamisama ga machigaeru?), prépublié dans Dengeki Daioh du numéro de décembre 2021 à celui de janvier 2024, 4 volumes publiés par Dengeki NEXT.

### Recueils
- Nakatani Nio Tanpenshū - Sayonara Alter (仲谷鳰短編集 さよならオルタ, Nakatani Nio Tanpenshū - Sayonara Oruta?), publié par Dengeki NEXT en février 2020.